# Mesze (władca Uruk)
Mesze – według Sumeryjskiej listy królów dziesiąty władca z I dynastii z Uruk. Dotyczący go fragment brzmi następująco:
„Mesze (z Uruk), kowal, panował przez 36 lat”.